# Resolució 1974 del Consell de Seguretat de les Nacions Unides
La Resolució 1974 del Consell de Seguretat de les Nacions Unides fou adoptada per unanimitat el 22 de març de 2011. Després de recordar les resolucions anteriors sobre Afganistan, en particular la 1917 (2010), el Consell va ampliar el mandat de la Missió d'Assistència de les Nacions Unides a l'Afganistan (UNAMA) per un període d'un any fins al 23 de març de 2012.
L'adopció de la resolució es va produir quan el president afganès Hamid Karzai va anunciar que la coalició va transferir set llocs a l'Afganistan al control afganès.

## Observacions
El Consell va reconèixer que no hi havia una solució purament militar a la situació a l'Afganistan i va reiterar el seu suport al poble afganès en la reconstrucció del seu país. Es va donar suport a la Conferència Internacional de Kabul celebrada el 22 de juliol de 2010. Es va destacar que el paper central de les Nacions Unides a Afganistan era promoure la pau i l'estabilitat liderant els esforços de la comunitat internacional. El Consell també va acollir amb beneplàcit el continu compromís de la comunitat internacional de donar suport a l'estabilitat i el desenvolupament del país, especialment aquells que augmentaven els esforços humanitaris i civils per ajudar al poble i al Govern de l'Afganistan.
La resolució va donar la benvinguda a un acord entre la Força Internacional d'Assistència i de Seguretat (ISAF) i el govern afganès per transferir responsabilitats de seguretat cap a les forces de seguretat afganeses a la fi de l'any 2014. El Consell també va reconèixer la naturalesa interconnectada dels desafiaments a Afganistan pel que fa als progressos en matèria de seguretat, governança, drets humans, l'imperi de la llei i el desenvolupament, així com els problemes de la lluita contra la corrupció i contra el narcotràfic i la transparència. Es va observar la necessitat d'una major cooperació entre les Nacions Unides i els organismes internacionals.
També era important per al Consell la situació humanitària al país i el lliurament i la coordinació de l'assistència humanitària, mentre que foren condemnats tots els atacs contra els treballadors humanitaris. Es va expressar la seva preocupació davant la situació de seguretat del país, en particular, l'augment de les activitats violentes i terroristes dels talibans, Al-Qaeda, grups armats il·legalment, delinqüents i persones implicades en el tràfic d'estupefaents.

## Actes
El mandat de la UNAMA, tal com es recull en les resolucions 1662 (2006), 1746 (2007), 1806 (2008), 1868 (2009) i 1917 es va ampliar fins al 23 de març de 2012. També es va guiar pel principi de reforçar la propietat afganesa amb un enfocament particular en:
(a) promoure un suport internacional més coherent per a les prioritats de desenvolupament i governança del Govern;
(b) reforçar la cooperació amb les forces de seguretat internacionals tal com es recomana en un informe del Secretari General de les Nacions Unides Ban Ki-moon;
(c) oferir serveis de divulgació i bons oficis per donar suport a la implementació dels programes de reconciliació i reintegració liderats per afganesos;
(d) recolzar, així com tenir en compte els progressos realitzats en la reforma electoral;
(e) treballar en cooperació amb el representant especial del secretari general en diverses àrees.
També va destacar la importància d'enfortir i ampliar la presència de la UNAMA i d'altres entitats de les Nacions Unides i va encoratjar al Secretari General a continuar els seus esforços actuals per adoptar mesures per abordar els problemes de seguretat associats a aquest reforçament i expansió. El Consell també va abordar la lluita contra la producció s'opi, el respecte als drets humans, la protecció dels treballadors humanitaris, el desminatge, la cooperació regional, refugiats i la millora de les capacitats de la Policia Nacional Afganesa i l'Exèrcit Nacional Afganès. També va condemnar activitats terroristes i atacs contra treballadors humanitaris i va donar la benvinguda als esforços per millorar la situació de seguretat.
A final de 2011 tindria lloc una revisió exhaustiva del suport de les Nacions Unides.